# Giro del Trentino 2014
El Giro del Trentino 2014 és la 38a edició del Giro del Trentino. La cursa es disputà entre el 22 i el 25 d'abril de 2014, amb un recorregut de 538,2 km repartits entre quatre etapes, la primera d'elles una contrarellotge per equips.
El vencedor de la classificació final fou l'australià Cadel Evans (BMC Racing Team), el qual s'imposà a Domenico Pozzovivo (AG2R La Mondiale), per 50 segons de diferència, i per poc més d'un minut de diferència al polonès Przemysław Niemiec, segon i tercer respectivament.
Els colombians Jonathan Monsalve (Neri Sottoli) i Leonardo Duque (Colombia) guanyaren les classificacions de la muntanya i dels esprints respectivament, mentre el sud-africà Louis Meintjes (MTN Qhubeka) fou el millor jove i l'Astana Qazaqstan Team, amb tres ciclistes entre els deu primeres classificats, el millor equip.

## Equips
16 equips van prendre la sortida en aquesta edició:
- 7 ProTeams: Astana Qazaqstan Team, AG2R La Mondiale, BMC Racing Team, Cannondale, Lampre-Merida, Movistar Team, Team Sky
- 9 equips continentals professionals: GW Erco Shimano, Bardiani CSF, Colombia, Caja Rural-Seguros RGA, CCC Polsat Polkowice, MTN Qhubeka, Neri Sottoli, RusVelo, NetApp-Endura

## Etapes
| Etapes | Data       | Recorregut                                   |                           | Km    | Vencedor d'etapa      | Líder de la general | Ref         |
| ------ | ---------- | -------------------------------------------- | ------------------------- | ----- | --------------------- | ------------------- | ----------- |
| 1a     | 22 d'abril | Riva del Garda - Arco                        | Contrarellotge per equips | 14,3  | BMC Racing Team (USA) | Daniel Oss (ITA)    | [ 3 ] [ 4 ] |
| 2a     | 23 d'abril | Limone sul Garda - San Giacomo di Brentonico | Etapa de muntanya         | 164,5 | Edoardo Zardini (ITA) | Cadel Evans (AUS)   | [ 5 ] [ 6 ] |
| 3a     | 24 d'abril | Mori - Roncone                               | Etapa de muntanya         | 184,4 | Cadel Evans (AUS)     | Cadel Evans (AUS)   | [ 7 ] [ 8 ] |
| 4a     | 25 d'abril | Val di Daone - Monte Bondone                 | Etapa de muntanya         | 175   | Mikel Landa (ESP)     | Cadel Evans (AUS)   | [ 9 ] [ 2 ] |

## Classificació general
|    | Ciclista                 | Equip                 | Temps       |
| -- | ------------------------ | --------------------- | ----------- |
| 1  | Cadel Evans (AUS)        | BMC Racing Team       | 14h 14' 03" |
| 2  | Domenico Pozzovivo (ITA) | AG2R La Mondiale      | + 50"       |
| 3  | Przemysław Niemiec (POL) | Lampre-Merida         | + 1' 01"    |
| 4  | Fabio Duarte (COL)       | Colombia              | + 1' 01"    |
| 5  | Louis Meintjes (RSA)     | MTN Qhubeka           | + 1' 06"    |
| 6  | Tiago Machado (POR)      | NetApp-Endura         | + 1' 07"    |
| 7  | Fabio Aru (ITA)          | Astana Qazaqstan Team | + 1' 09"    |
| 8  | Michele Scarponi (ITA)   | Astana Qazaqstan Team | + 1' 11"    |
| 9  | Franco Pellizotti (ITA)  | GW Erco Shimano       | + 1' 26"    |
| 10 | Mikel Landa (ESP)        | Astana Qazaqstan Team | + 1' 32"    |

## Evolució de les classificacions
| Etapa | Vencedor        | Classificació general | Classificació de la muntanya | Classificació dels joves | Classificació dels esprints | Classificació per equips |
| ----- | --------------- | --------------------- | ---------------------------- | ------------------------ | --------------------------- | ------------------------ |
| 1     | BMC Racing Team | Daniel Oss            | no entregat                  | Rick Zabel               | no entregat                 | BMC Racing Team          |
| 2     | Edoardo Zardini | Cadel Evans           | Giorgio Cecchinel            | Fabio Aru                | Leonardo Duque              | Astana Qazaqstan Team    |
| 3     | Cadel Evans     | Cadel Evans           | Jonathan Monsalve            | Fabio Aru                | Adriano Malori              | Astana Qazaqstan Team    |
| 4     | Mikel Landa     | Cadel Evans           | Jonathan Monsalve            | Louis Meintjes           | Leonardo Duque              | Astana Qazaqstan Team    |
| Final | Final           | Cadel Evans           | Jonathan Monsalve            | Louis Meintjes           | Leonardo Duque              | Astana Qazaqstan Team    |